# Île Alvarenga
Pour les articles homonymes, voir Alvarenga.
L'île Alvarenga se situe dans l'océan Atlantique, sur le littoral sud du Brésil, dans la baie de Babitonga. 
Inhabitée, elle comporte une maison utilisée par les pêcheurs.